# Брэбем, Гэри
Гэ́ри Брэ́бем (англ. Gary Brabham, 29 марта 1961, Лондон) — австралийский автогонщик, участник чемпионата мира по автогонкам в классе Формула-1. Сын трёхкратного чемпиона мира Формулы-1 Джека Брэбема.

## Биография
В 1982 году соревновался в австралийской Формуле-Форд, затем переехал в Великобританию, в 1988 году стал вице-чемпионом британской Формулы-3, на следующий год стал чемпионом британской Формулы-3000. В 1990 году участвовал в двух первых Гран-при чемпионата мира Формулы-1 за рулём автомобиля «Лайф», оба раза не прошёл предквалификацию. Позже выступал в чемпионате CART. После 1995 года ушёл из автоспорта.
В 2016 был осуждён за изнасилование малолетней девочки и ещё один случай недолжного обращения с несовершеннолетними к восемнадцати месяцам лишения свободы. Преступления совершались с 2003 по 2007 годы. Гэри Брэбем обвинялся в пяти других сексуальных преступлениях против несовершеннолетних, но его вина по этим эпизодам не была доказана. Брэбем был досрочно освобождён после шести месяцев отбытия наказания.

## Результаты гонок в Формуле-1
| Легенда к таблице |                                                                    |
| --- | ------------------------------------------------------------------ |
| В таблице перечислены результаты всех Гран-при Формулы-1, в которых принимал участие гонщик. Строками таблицы являются сезоны, столбцами — этапы чемпионата мира. В каждой клетке указаны сокращённое название этапа и результат, дополнительно обозначенный цветом. Расшифровка обозначений и цветов представлена в нижеследующей таблице. |                                                                    |
| \| Пример \| Описание \| \| ------------ \| ------------------------------------------------------------------ \| \| 1 \| Победитель \| \| 2 \| Второе место \| \| 3 \| Третье место \| \| 5 \| Финишировал, заработав очки \| \| Сход \| Не финишировал, но при этом заработал очки \| \| 12 \| Финишировал, не получив очков \| \| НКЛ \| Финишировал, но не попал в финальную классификацию \| \| 15 \| Участвовал вне зачёта, либо по отдельной классификации \| \| 18 \| Не финишировал, но попал в финальную классификацию \| \| Сход \| Не финишировал \| \| НКВ \| Не прошёл квалификацию \| \| НПКВ \| Не прошёл предквалификацию \| \| ДСК \| Дисквалифицирован \| \| ИСК \| Исключён из протокола соревнований \| \| ТТ \| Заявлен для участия только в тренировках \| \| НС \| Участвовал в квалификации, но не стартовал в гонке \| \| Т \| Травмирован или болен \| \| ОТК \| Отказ от участия \| \| НТР \| Прибыл на соревнования, но на трассу не выезжал \| \| НПР \| Был заявлен в числе участников, но не прибыл к началу соревнований \| \| О \| Соревнования отменены \| \| \| Не участвовал \| \| Поул-позиция \| \| \| Быстрый круг \| \| |                                                                    |
| Пример | Описание                                                           |
| 1 | Победитель                                                         |
| 2 | Второе место                                                       |
| 3 | Третье место                                                       |
| 5 | Финишировал, заработав очки                                        |
| Сход | Не финишировал, но при этом заработал очки                         |
| 12 | Финишировал, не получив очков                                      |
| НКЛ | Финишировал, но не попал в финальную классификацию                 |
| 15 | Участвовал вне зачёта, либо по отдельной классификации             |
| 18 | Не финишировал, но попал в финальную классификацию                 |
| Сход | Не финишировал                                                     |
| НКВ | Не прошёл квалификацию                                             |
| НПКВ | Не прошёл предквалификацию                                         |
| ДСК | Дисквалифицирован                                                  |
| ИСК | Исключён из протокола соревнований                                 |
| ТТ | Заявлен для участия только в тренировках                           |
| НС | Участвовал в квалификации, но не стартовал в гонке                 |
| Т | Травмирован или болен                                              |
| ОТК | Отказ от участия                                                   |
| НТР | Прибыл на соревнования, но на трассу не выезжал                    |
| НПР | Был заявлен в числе участников, но не прибыл к началу соревнований |
| О | Соревнования отменены                                              |
| | Не участвовал                                                      |
| Поул-позиция |                                                                    |
| Быстрый круг |                                                                    |

| Сезон | Команда | Шасси     | Двигатель | Ш | 1        | 2        | 3   | 4   | 5   | 6   | 7   | 8   | 9   | 10  | 11  | 12  | 13  | 14  | 15  | 16  | Место | Очки |
| ----- | ------- | --------- | --------- | - | -------- | -------- | --- | --- | --- | --- | --- | --- | --- | --- | --- | --- | --- | --- | --- | --- | ----- | ---- |
| 1990  | Life    | Life L190 | Life      | P | США НПКВ | БРА НПКВ | САН | МОН | КАН | МЕК | ФРА | ВЕЛ | ГЕР | ВЕН | БЕЛ | ИТА | ПОР | ИСП | ЯПО | АВС | -     | 0    |